# Brasserie Minne
La brasserie Minne (anciennement : brasserie de Bastogne) est une brasserie belge située à Baillonville dans la commune belge de Somme-Leuze en province de Namur.

## Brasserie
La première bière brassée est la Trouffette blonde le 26 janvier 2008, une bière qui tire son nom générique d'un personnage du folklore carnavalesque bastognard, le Troufet.
En décembre 2008, la Brasserie de Bastogne voit le jour et produit ensuite de nouvelles bières créées par Philippe Minne dont l'arrière grand-père et le grand-père étaient brasseurs et Philippe Meurisse, un agriculteur local.
La brasserie utilise une cuve de fermentation ouverte et des cuves de garde pour l’affinage naturel du produit. Les bières sont non pasteurisées et non filtrées.
Les bières originales de la brasserie sont reprises comme Belgian Beer of Wallonia, protection accordée par l'Agence wallonne pour la promotion d'une agriculture de qualité (APAQ-W).
Au début de l'année 2018, la famille Minne construit un nouvelle brasserie à Baillonville dans la commune de Somme-Leuze. La brasserie déménage en février 2019 pour s'installer dans ces nouvelles installations plus spacieuses et s'appelle désormais la brasserie Minne du nom de son maître brasseur Philippe Minne.

## Bières
Les huit principales bières de la brasserie sont commercialisées en bouteilles de 33 et/ou 75 cl capsulées.
- La Bastogne Pale Ale est une bière IPA[5], blonde légère houblonnée, à l'épeautre. Elle titre 6 % en volume d'alcool. Elle a remporté le prix des dégustateurs professionnels en 2011 au Modeste Bier Festival à Anvers et le premier prix au concours Best Belgian Beer of Walonia en 2012.
- La Trouffette se décline en deux variétés de bières de haute fermentation avec adjonction de levure d'Orval[6] sont non filtrées et refermentées en bouteilles : 
  - La Trouffette Blonde est une bière cuivrée, moelleuse avec une franche amertume et un arôme fleuri. Elle titre 6 % en volume d'alcool. C'est la plus ancienne bière brassée depuis 2008.
  - La Trouffette Rousse est une bière d'un bel orange flamboyant. Douce et corsée, nez malté aux effluves caramélisés, elle titre 7,5 % en volume d'alcool.
- L'Ardenne Stout est un stout produit à base d'épeautre grillé titrant 8 % en volume d'alcool.
- L'Ardenne Saison est un bière de saison blonde titrant 5,5 % en volume d'alcool.
- L'Ardenne Belle d'été est un bière blanche titrant 6 % en volume d'alcool.
- L'Ardenne Triple est un bière blonde triple houblonnée titrant 8,5 % en volume d'alcool.
- La Super Sanglier est une ale blonde titrant 4,5 % en volume d'alcool.
- La Memory, une bière blonde titrant 4,5 % en volume d'alcool, brassée à l'occasion 80e anniversaire de la Bataille des Ardennes[5]
- La Madeleine[5]
- La Sangl'IPA est un bière de saison titrant 6,5 % en volume d'alcool[5].

Anciennement, il existait :
- La Trouffette Belle d'été était une bière de couleur jaune paille. Elle est trouble et a une amertume sèche au goût d'orange douce. Cette bière blanche d'été désaltérante titre 6 % en volume d'alcool. Elle a été remplacée par l'Ardenne Belle d'été.
- La Trouffette Brune était une bière de couleur rouge-brun, elle a une mousse crémeuse, un bel équilibre entre acidulé fruité et douceur des malts. Elle titre 6,8 % en volume d'alcool.
- La Trouffette Givrée était une bière de fin d'année d'une robe noire, de malts torréfiés et d'une saveur dessert. Elle titre 8,1 % en volume d'alcool.

La brasserie produit aussi des bières issues de la culture biologique, des bières saisonnières en éditions limitées, la gamme de bières Wood, vieillies en fût de chêne ainsi que des bières à façon comme la Mors'Hure, la bière des Chasseurs ardennais titrant 8,5 % en volume d'alcool et les bières Durboyse.

## Distinctions
Plusieurs bières de la brasserie Minne sont récompensées par le concours international Brussels Beer Challenge :
- 2014 : Ardenne Stout
- 2016 : Ardenne Belle d'été
- 2020 : Super Sanglier
- 2021 : Ardenne Saison (médaille d'or)

### Sources et liens externes
- Site officiel
- « De Belleau à Baionville, la nouvelle vie de la «Brasserie Minne» », sur sudinfo.be, 27 novembre 2018 (consulté le 2 décembre 2024)
- Site de Vawmagazine.be
- Sabine Lourtie, « Le couple Minne a sa brasserie », sur L'Avenir, 9 janvier 2020 (consulté le 2 décembre 2024)